# Drees
Drees ist eine Ortsgemeinde im Landkreis Vulkaneifel in Rheinland-Pfalz. Sie gehört der Verbandsgemeinde Kelberg an.

## Geographie
Der Ort liegt in der Eifel. Er ist umgeben von den kleinen Ortschaften Balkhausen und Nürburg im Westen, Meuspath im Nordwesten, Döttingen im Norden, Herresbach, Baar und Mittelbaar im Nordosten, Niederbaar im Osten, Nitz im Südosten, Kirsbach im Süden und Welcherath im Südwesten. Zu Drees gehört auch der Wohnplatz Dreeser Mühle.

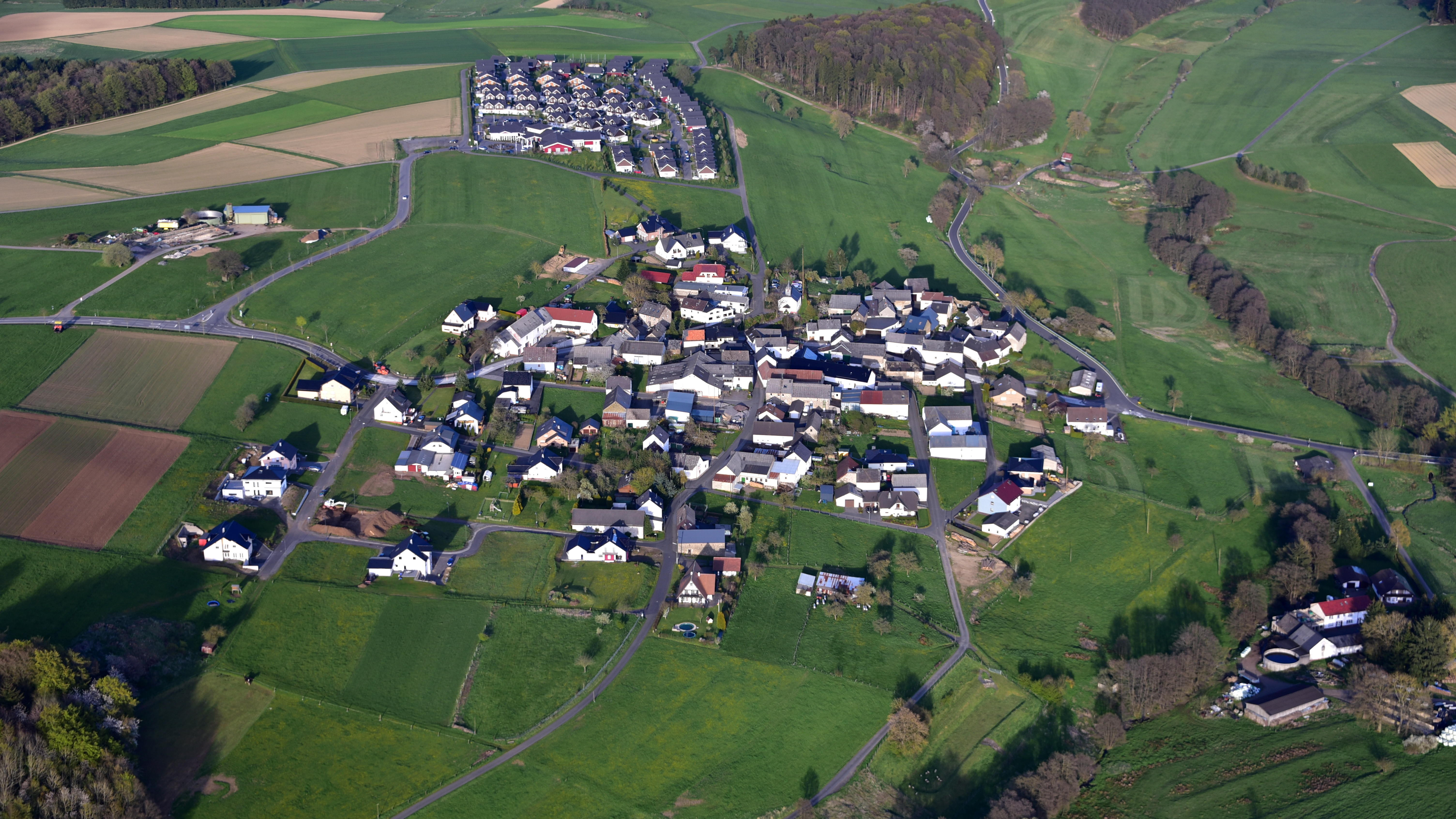
Drees, Luftaufnahme (2016)

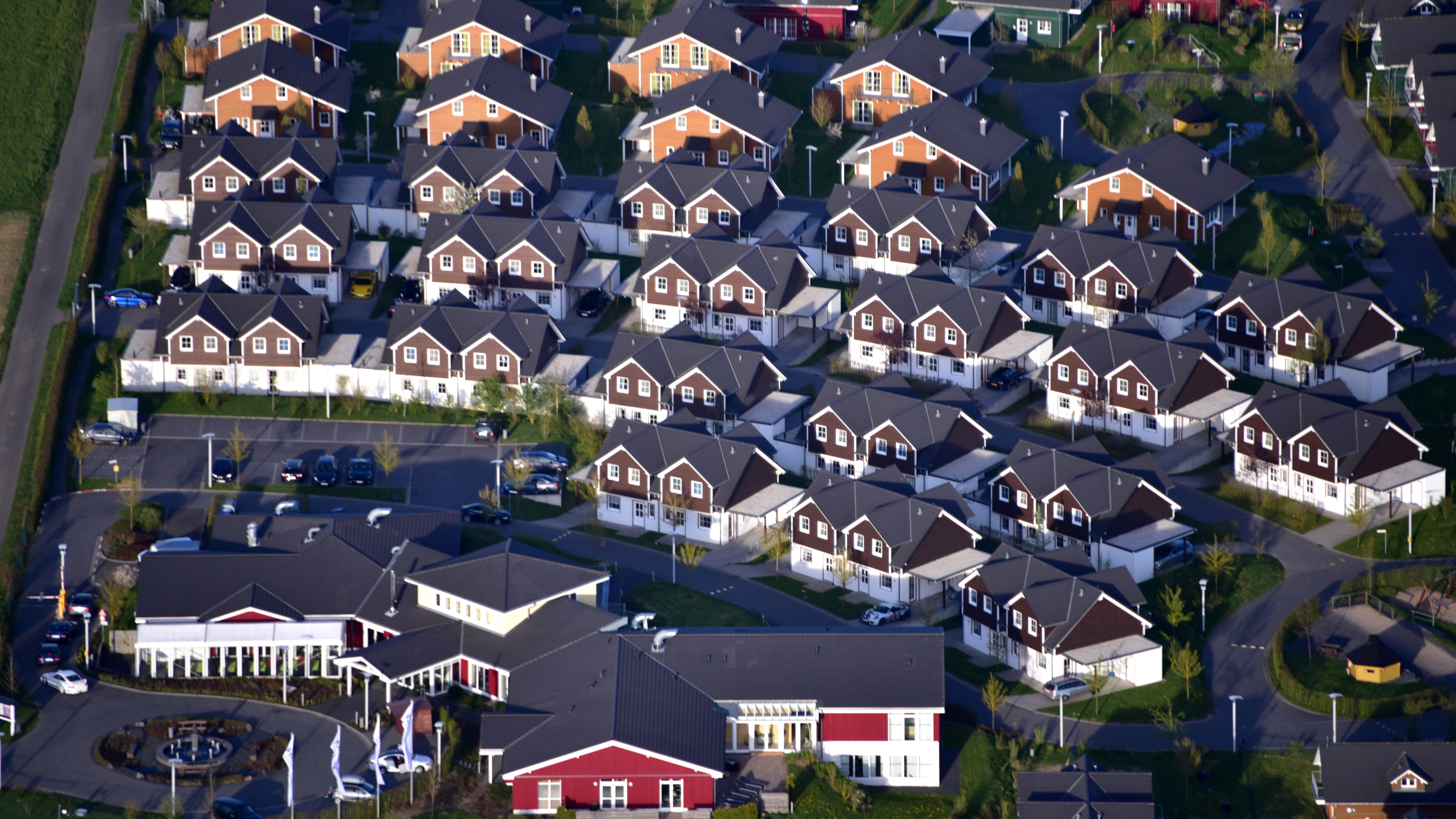
Drees, Lindner Ferienpark, Luftaufnahme (2016)

## Geschichte
Drees wurde 1222 unter dem Namen „Dreyse“ erstmals urkundlich erwähnt. Das Wort stammt von der keltischen Bezeichnung für sprudelnde Quelle. Dieses ist verwandt mit dem alten germanischen Wort „Thrais“ für Sprudel, sprudeln oder wirbeln. Die namensgebende durch vulkanische Aktivitäten sprudelne Mineralwasserquelle existiert nicht mehr.
Drees gehörte bis zum Ende des 18. Jahrhunderts zum Schultheißenamt Welcherath des kurkölnischen Amtes Nürburg.
Im Jahr 1794 hatten französische Revolutionstruppen das Linke Rheinufer besetzt. Unter der französischen Administration gehörte Drees von 1798 bis 1814 zum Kanton Adenau im Rhein-Mosel-Departement. Aufgrund der 1815 auf dem Wiener Kongress getroffenen Vereinbarungen kam die Region zum Königreich Preußen. Unter preußischer Verwaltung war die Gemeinde Drees dem Kreis Adenau im Regierungsbezirk Koblenz zugeordnet und wurde von der Bürgermeisterei Kelberg verwaltet. Diese ging 1927 im Amt Kelberg und 1968 in der Verbandsgemeinde Kelberg auf. Nach dem Ersten Weltkrieg stand das Gebiet bis 1930 unter Französischer Militärverwaltung. Bei der Auflösung des Kreises Adenau im Jahr 1932 kam Drees zum Kreis Mayen. Seit 1946 ist die Region Teil des Landes Rheinland-Pfalz und gehörte bis 1949 bzw. 1955 zur Französischen Besatzungszone.
Im Zuge der kommunalen Neuordnung von Rheinland-Pfalz kam die Gemeinde am 7. November 1970 vom gleichzeitig aufgelösten Landkreis Mayen zum Landkreis Daun (heute Landkreis Vulkaneifel).
Bevölkerungsentwicklung
Die Entwicklung der Einwohnerzahl von Drees, die Werte von 1871 bis 1987 beruhen auf Volkszählungen:
| Jahr | Einwohner |
| 1815 | 198       |
| 1835 | 211       |
| 1871 | 144       |
| 1905 | 143       |
| 1939 | 158       |
| 1950 | 162       |

| Jahr | Einwohner |
| 1961 | 155       |
| 1970 | 175       |
| 1987 | 160       |
| 1997 | 155       |
| 2005 | 161       |
| 2023 | 166       |

## Politik

### Bürgermeister
Klaus Brachthäuser ist Ortsbürgermeister von Drees.

### Wappen
| Wappen von Drees | Blasonierung: „Durch Zinnenschnitt geteilt von Blau und Silber. Oben ein silberner Brunnen mit geteiltem Wasserstrahl. Unten ein rotes Antoniuskreuz mit 2 Pilgerglöckchen.“ |
| Wappen von Drees | Wappenbegründung: Der Zinnenschnitt weist auf die frühere Zugehörigkeit zum kurkölnischen Amt Nürburg hin, der Brunnen steht für das aus dem keltischen stammende Wort für eine sprudelnde Quelle, aus dem der Ortsname hergeleitet wird. Das Antoniuskreuz erinnert an den Ortspatron, den hl. Antonius. |

## Wirtschaft und Infrastruktur

### Verkehr
An Straßen führt die Kreisstraße 93 nach Norden Richtung Döttingen und zur Bundesstraße 258, nach Osten führt die Kreisstraße 93 über Nitz ebenfalls zur Bundesstraße 258 und nach Südwesten die Kreisstraße 92 nach Welcherath und zur Landesstraße 94.

### Unternehmen
Nördlich des Ortes, westlich der Straße nach Döttingen befindet sich in einem aufgelassenen Steinbruch eine Off Road-Strecke mit der Firmenbezeichnung Camp 4 Fun, in der Firmen und Privatleute Geländewagen zu Ausbildungs- und Freizeitzwecken in schwerem Gelände ausfahren können. Gelegentlich finden dort Sportveranstaltungen statt, so etwa 2007 die German Offroad Masters.

## Siehe auch

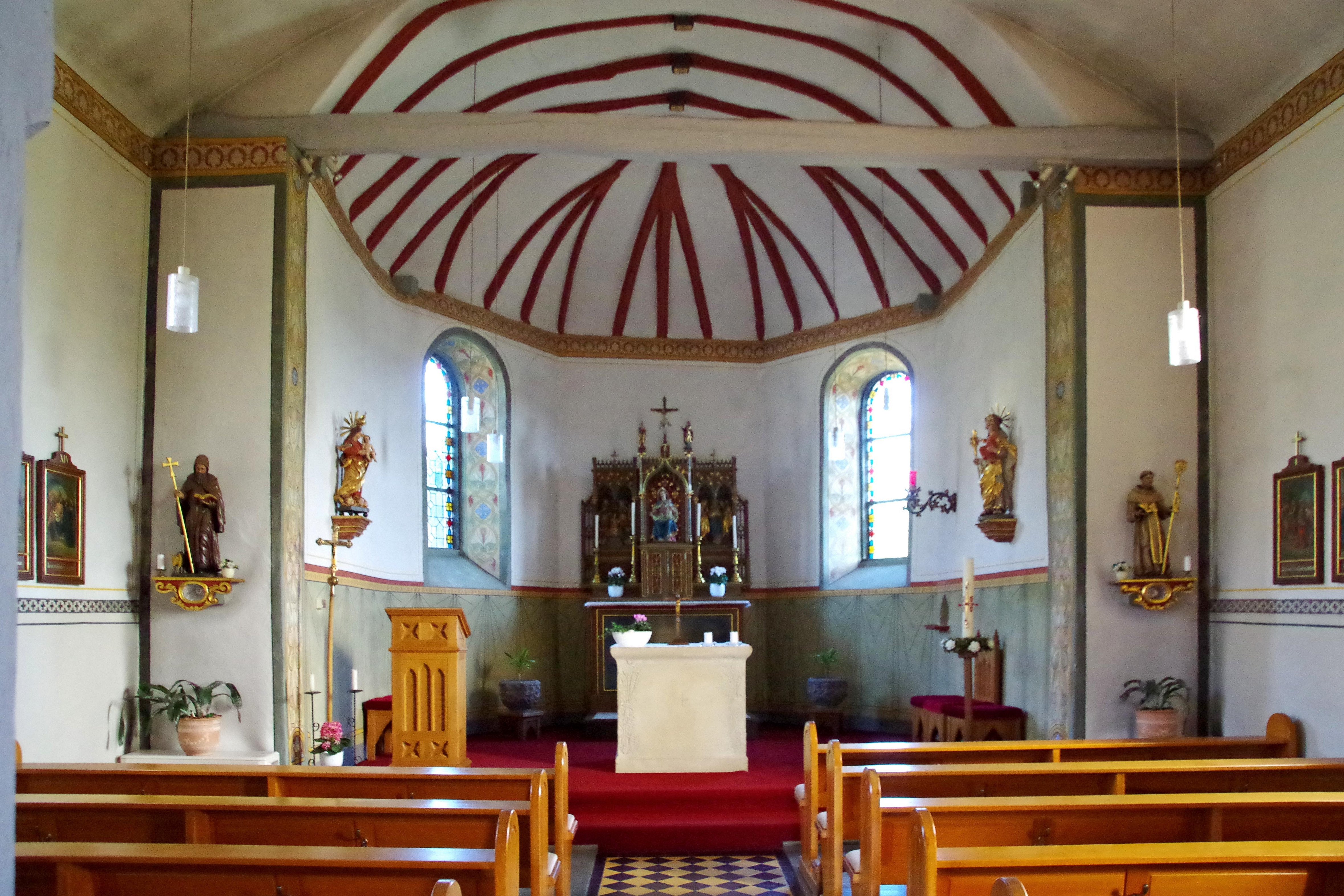
St. Antonius u. Bernhard
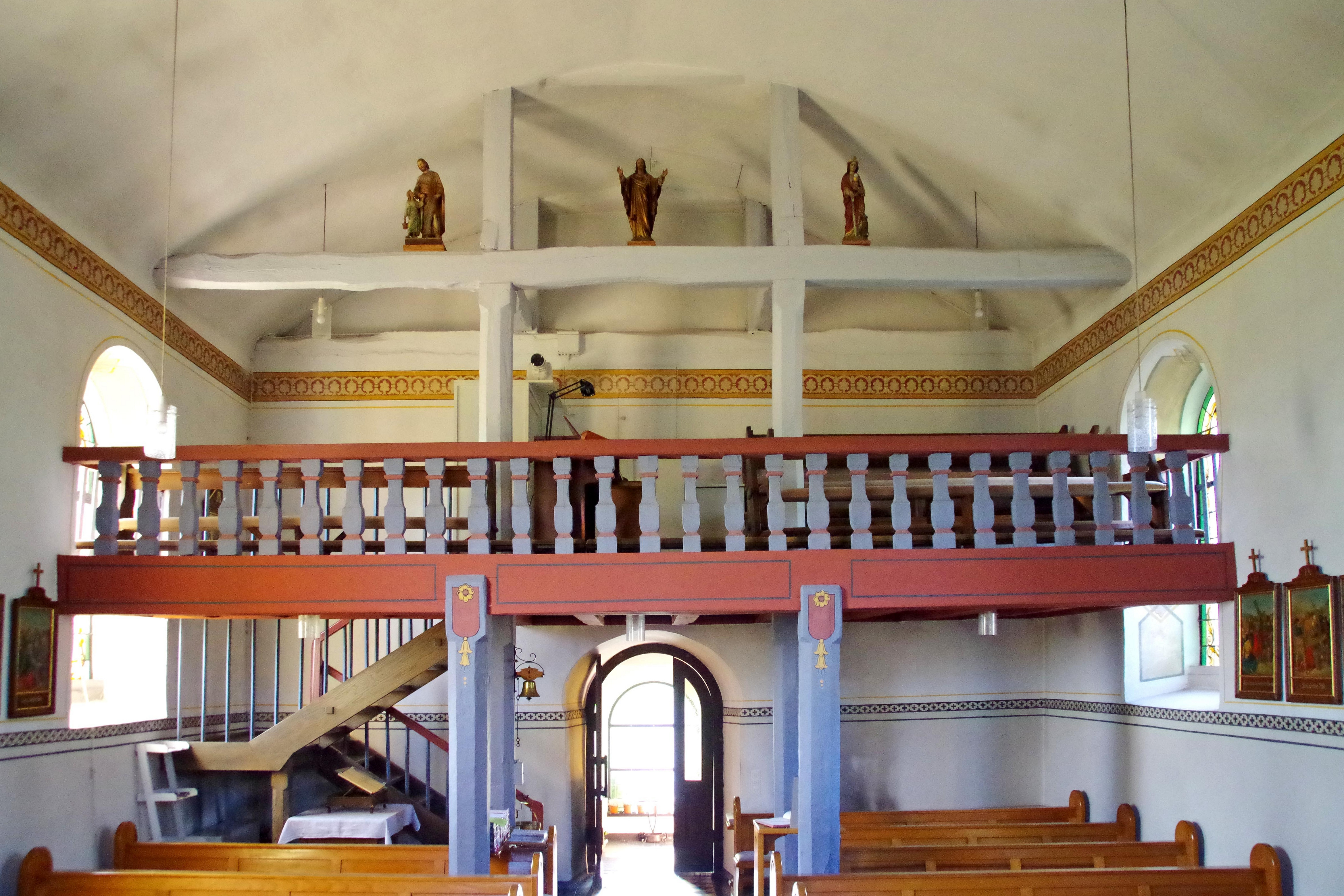
Empore
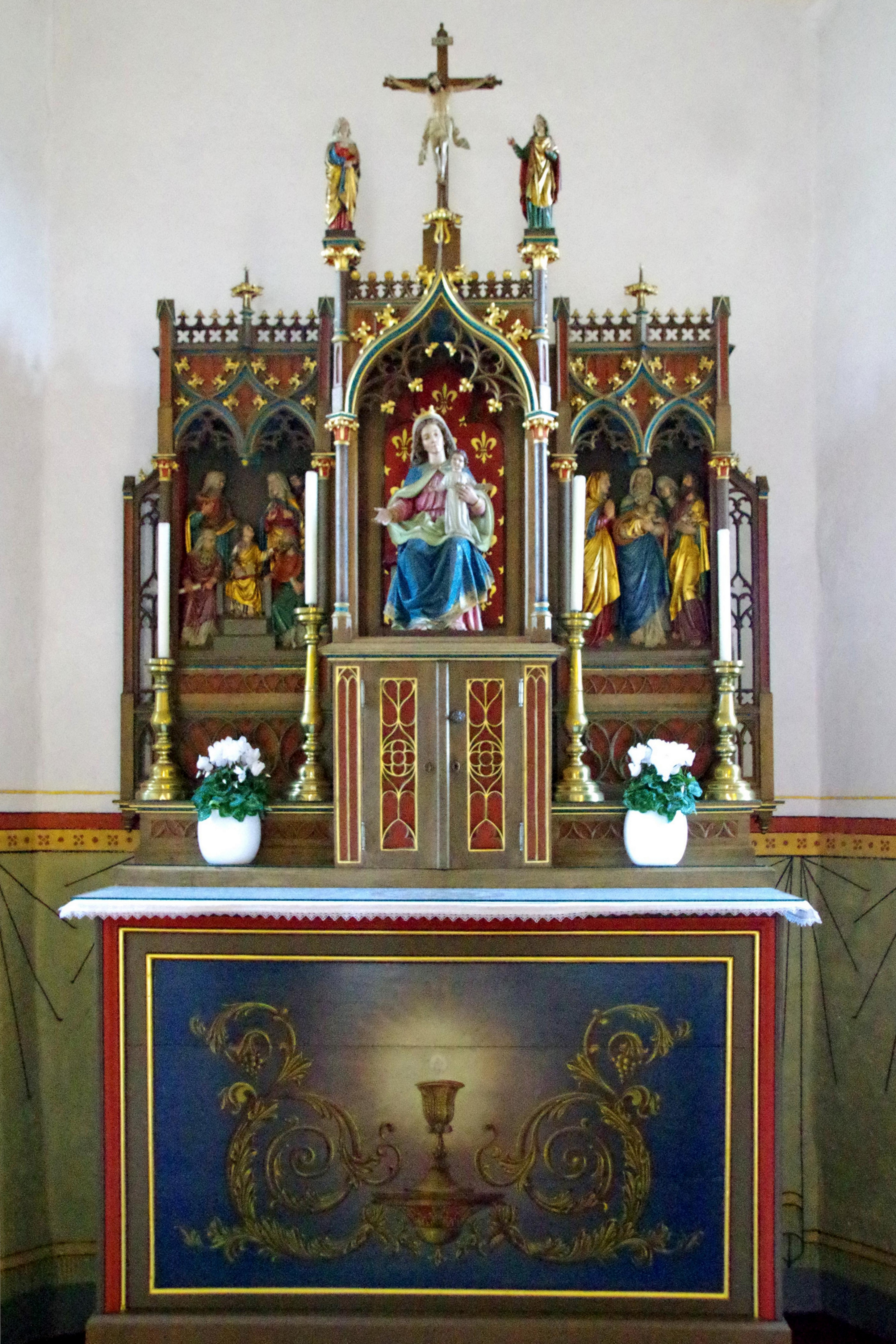
Hochaltar (19. Jh.)
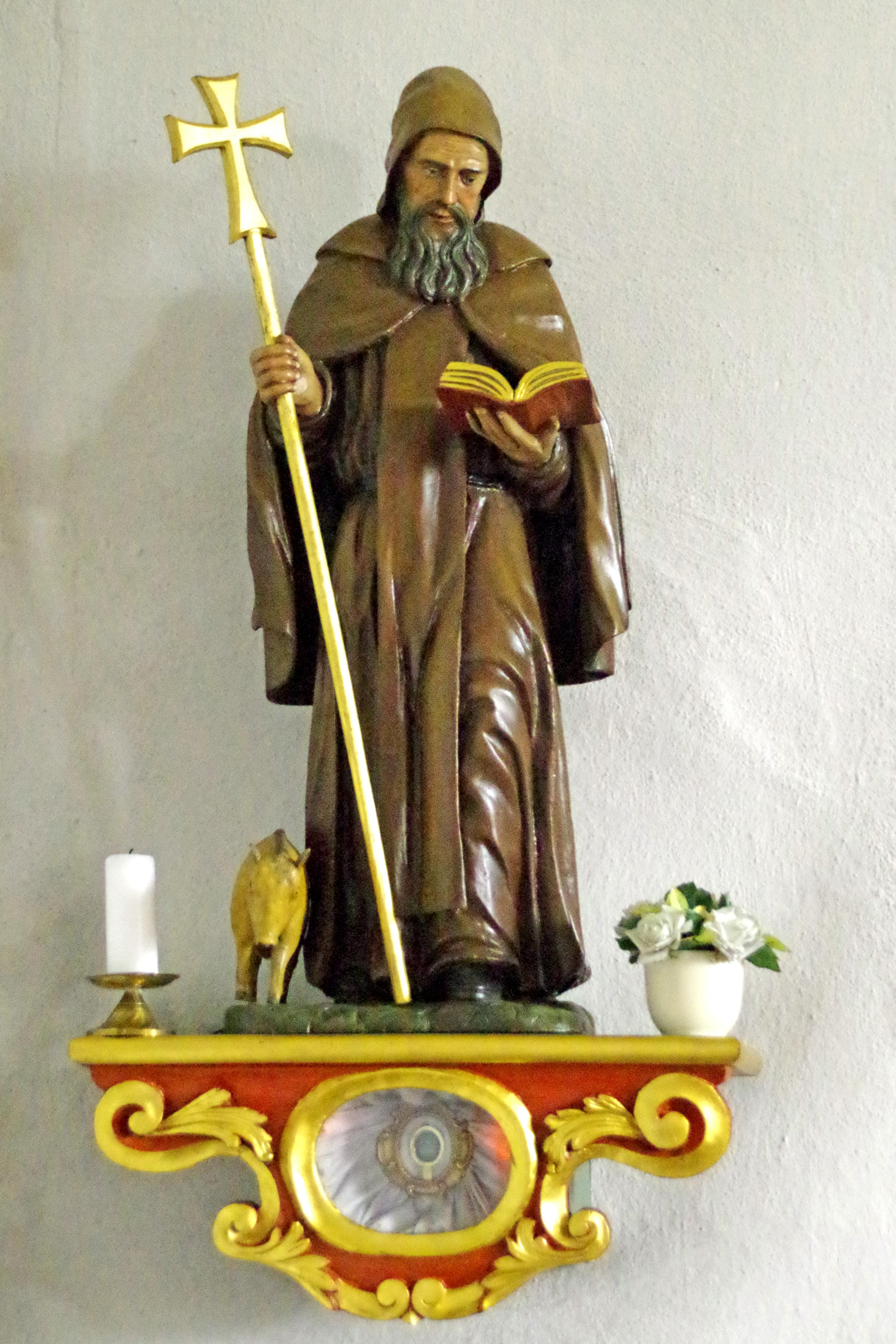
St. Antonius-Altar
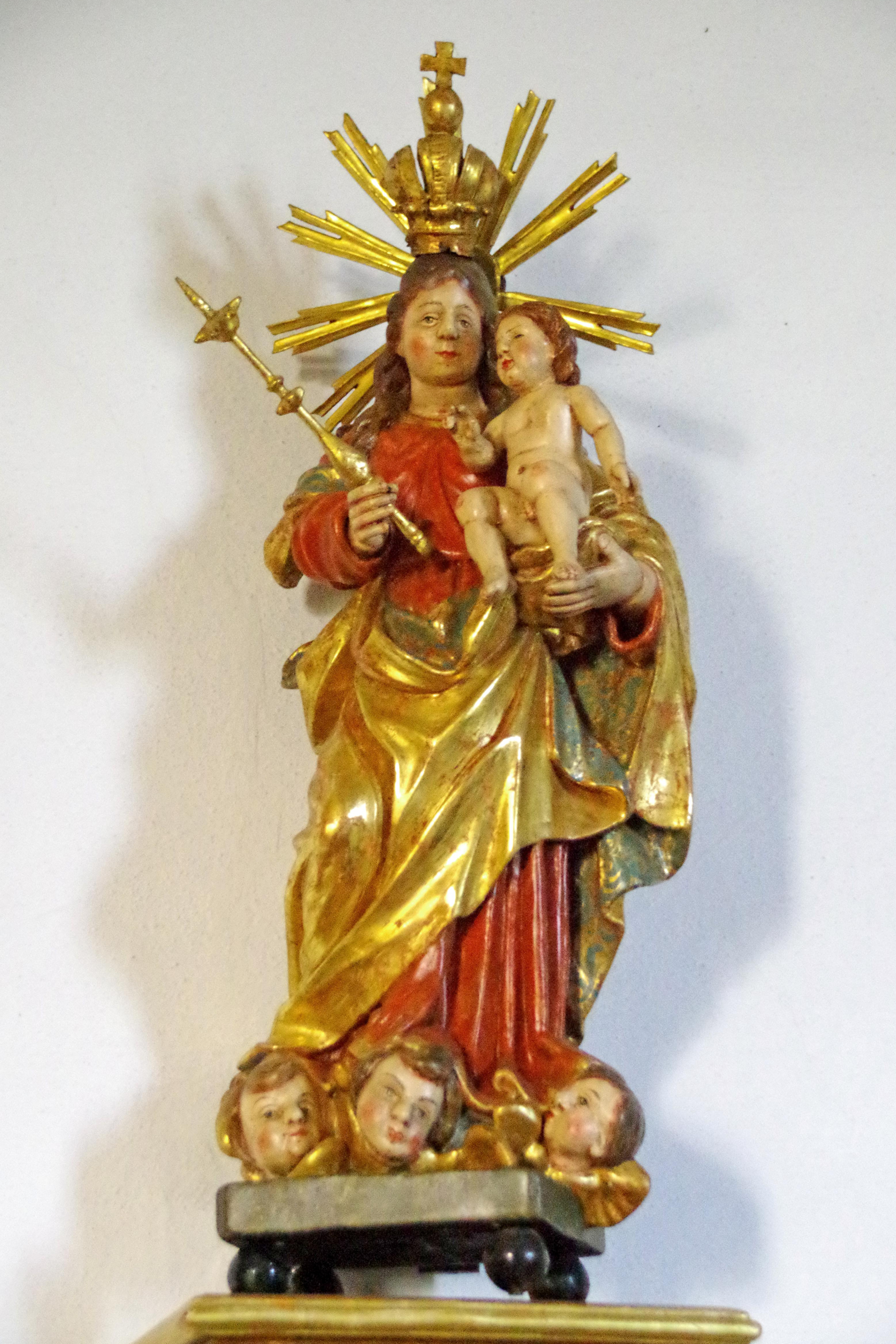
Maria mit Kind
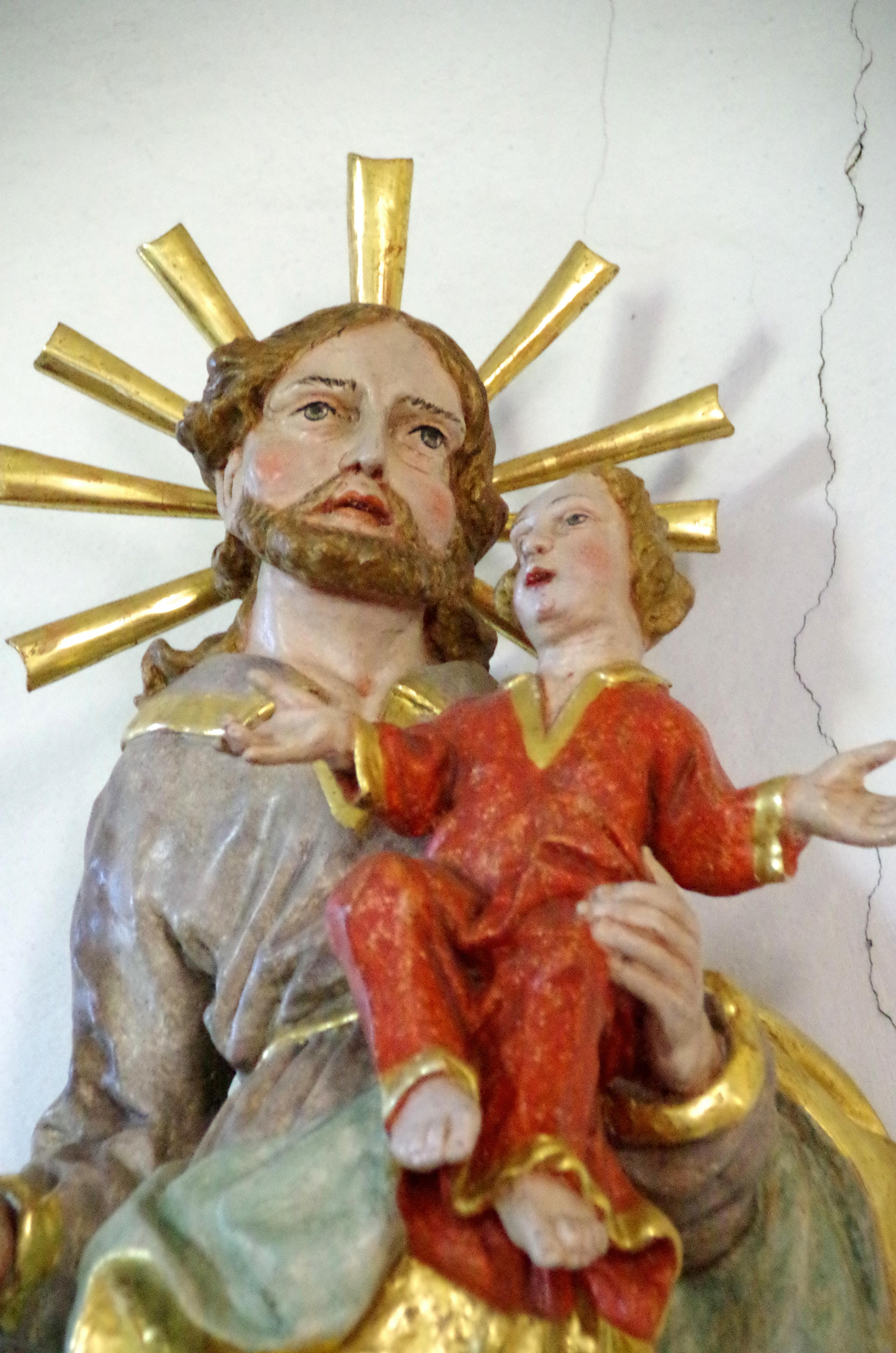
Josef mit Kind